# Dummer (Hampshire)
Dummer – wieś w Anglii, w hrabstwie Hampshire, w dystrykcie Basingstoke and Deane. Leży 23 km na północny wschód od miasta Winchester i 80 km na południowy zachód od Londynu.